# Rodney Hood
Rodney Michael Hood (* 20. Oktober 1992 in Meridian, Mississippi) ist ein ehemaliger US-amerikanischer Basketballspieler, der zuletzt für den Memphis Hustle in der NBA G-League unter Vertrag stand. Der 2,03 Meter große Shooting Guard / Small Forward wurde im NBA-Draft 2014 von den Utah Jazz ausgewählt.

## College
Hood spielte zunächst für die Mississippi State University, wechselte jedoch nach seiner Freshman-Saison an die Duke University. Sein zweites Jahr musste er auf Grund des Collegewechsel aussetzen. Für die Duke Blue Devils spielte Hood ebenfalls nur ein Jahr, ehe er sich zum NBA-Draft anmeldete. In seiner einzigen Saison für Duke, erzielte er 16,1 Punkte 3,9 Rebounds und 2,1 Assists.

## NBA
Im Vorfeld der Draft galt Hood als potentieller Lottery-Pick (Top 14). Er wurde jedoch in der NBA-Draft 2014 erst an 23. Stelle vom Utah Jazz ausgewählt. Hood spielte auf Grund wiederkehrender Verletzungsprobleme nur 50 von 82 Spielen und erzielte dabei 8,7 Punkte, 2,3 Rebounds und 1,7 Assists pro Spiel. In seinem zweiten NBA-Jahr etablierte sich Hood als Starter und wurde in die Rising Stars Challenge des NBA All-Star Weekends berufen. Die Saison 2015/16 schloss er stark verbessert mit 14,5 Punkten, 3,4 Rebounds und 2,7 Assists pro Spiel in 79 Spielen ab.
Nach zwei weiteren Spielzeiten beim Jazz wurde Hood im Februar 2018 in einem Drei-Team-Transfer von den Jazz zu den Cleveland Cavaliers transferiert. Im Gegenzug wechselte Jae Crowder nach Utah. Ein Jahr später wurde Hood für Nik Stauskas und Wade Baldwin zu den Portland Trail Blazers weitergereicht. Bei den Blazers erlitt er am 6. Dezember 2019 im Spiel gegen die Los Angeles Lakers, eine schwere Verletzung der Achillessehne, so dass er für den Rest der Saison 2019/20 ausfällt.

## Karriere-Statistiken

### NBA

#### Reguläre Saison
| Saison  | Team                 | GP  | GS  | MPG  | FG%  | 3P%  | FT%  | RPG | APG | SPG | BPG | PPG  |
| ------- | -------------------- | --- | --- | ---- | ---- | ---- | ---- | --- | --- | --- | --- | ---- |
| 2014/15 | Utah                 | 50  | 21  | 21.3 | .414 | .365 | .763 | 2.3 | 1.7 | 0.6 | 0.2 | 8.7  |
| 2015/16 | Utah                 | 79  | 79  | 32.2 | .420 | .359 | .860 | 3.4 | 2.7 | 0.9 | 0.2 | 14.5 |
| 2016/17 | Utah                 | 59  | 55  | 27.0 | .408 | .371 | .783 | 3.4 | 1.6 | 0.6 | 0.2 | 12.7 |
| 2017/18 | Utah / Cleveland     | 60  | 23  | 26.9 | .429 | .381 | .860 | 2.8 | 1.6 | 0.8 | 0.2 | 14.7 |
| 2018/19 | Cleveland / Portland | 72  | 49  | 26.3 | .435 | .356 | .884 | 2.2 | 1.8 | 0.8 | 0.2 | 11.2 |
| 2019/20 | Portland             | 21  | 21  | 29.5 | .506 | .493 | .778 | 3.4 | 1.5 | 0.8 | 0.2 | 11.0 |
| Gesamt  |                      | 341 | 248 | 27.3 | .426 | .372 | .839 | 2.9 | 1.9 | 0.8 | 0.2 | 12.5 |

#### Play-offs
| Saison  | Team      | GP | GS | MPG  | FG % | 3P % | FT % | RPG | APG | SPG | BPG | PPG |
| ------- | --------- | -- | -- | ---- | ---- | ---- | ---- | --- | --- | --- | --- | --- |
| 2016/17 | Utah      | 11 | 0  | 25.2 | .352 | .260 | .611 | 2.7 | 1.1 | 0.5 | 0.0 | 8.9 |
| 2017/18 | Cleveland | 17 | 1  | 15.3 | .424 | .167 | .750 | 1.8 | 1.1 | 0.3 | 0.2 | 5.4 |
| 2018/19 | Portland  | 16 | 0  | 23.3 | .468 | .353 | .818 | 2.3 | 0.9 | 0.4 | 0.2 | 9.9 |
| Gesamt  | Gesamt    | 44 | 1  | 20.7 | .416 | .280 | .757 | 2.2 | 1.0 | 0.4 | 0.2 | 7.9 |